# Kedungharjo (Widang)
Kedungharjo is een bestuurslaag in het regentschap Tuban van de provincie Oost-Java, Indonesië. Kedungharjo telt 1912 inwoners (volkstelling 2010).